# South River (New Jersey)
South River – miejscowość  w hrabstwie Middlesex w stanie New Jersey w USA.
- Liczba ludności (2000) – ok. 15,3 tys.
- Powierzchnia – 7,6 km², z czego 7,3 km²   to powierzchnia lądowa, a 0,3 km²  wodna
- Położenie – 40°26'40" N  i 74°22'54" W